# Zvečana kvinta
Vsi intervali so lahko zvečani ali zmanjšani. Izjema je prima, ki je lahko le zvečana. Praviloma zvečamo čiste in velike intervale, pri čemer se razdalja poveča za pol tona. Zmanjšujemo čiste in male intervale, tako da razdaljo zmanjšamo za pol tona.
Primer zvečane kvinte: 
Čista kvinta: (v notnem črtovju) c-g
Zvečana kvinta: (v notnem črtovju) c-gis... kar pomeni, da se je intervalu povečala vrednost.